# Pig Me
|  | Denne artikel er oprettet af botten PalnaBot ud fra en ekstern database. Den kan derfor have sproglige fejl eller mangler. Denne skabelon kan fjernes efter kontrol af indholdet. |

Pig Me er en børnefilm fra 2009 instrueret af Ditte K. Gade, Jorge Israel Hernández Garcia Figueroa, Marie-Louise Højer Jensen, Rebecca Bang Sørensen, Mette Rank Tange efter manuskript af Mette Rank Tange.

## Handling
Animationsfilmen 'Pig Me' fortæller den rørende, morsomme og fatale historie om en lille gris, der ihærdigt prøver at blive solgt som kæledyr.